# Pečat kralja Đorđa
Pečat kralja Đorđa, potječe iz prve polovice 12. st., dok on još nije bio vladar Dukljanskoga Kraljevstva.
Đorđe je bio vladar u dva navrata, najprije od 1113. do 1118. a onda u razdoblju od 1125. do 1131. godine. 
Na aversu pečata je latinski natpis:
Geor(gius) regis Bodini fili
u prijevodu
Knez Đorđe, Bodinov sin.
Na reversu je prikazan Sv. Đorđe s grčkim natpisom:
'ό ἅγιος Γεώργι(ο)ς'.
Otkriće pečata je 1938. prezentirao bugarski znanstvenik T. Gerasimov. 

## Vanjske poveznice
T. Gerasimov, Studia historico-philologica Serdicensia: Un sceau en plombe de eorges fils du roi Bodine,, I., Serdicae, 1938., str. 217–218.